# Drusus cantabricus
Drusus cantabricus är en nattsländeart som beskrevs av Schmid 1956. Drusus cantabricus ingår i släktet Drusus och familjen husmasknattsländor. Inga underarter finns listade i Catalogue of Life.